# !Mediengruppe Bitnik
Cet article possède un paronyme, voir Bytnik.
!Mediengruppe Bitnik est un collectif artistique suisse, formé par Carmen Weisskopf (1976) et Domagoj Smoljo (1979), accompagnés des "complices" Adnan Hadzi et Daniel Ryser. Leur œuvre est influencée par des courants de l'art contemporain comme Fluxus, l'art conceptuel, la première génération du net.art, et peut être considéré comme faisant partie de l'art post-internet.

## Œuvres

### Opera Calling! (2007)

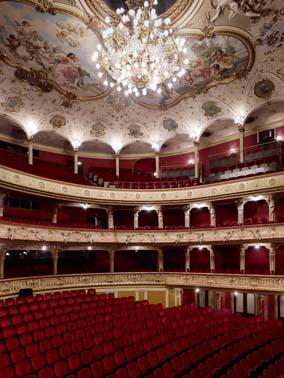
Auditoire de l'opéra de Zurich.

Le 9 mars 2007, le collectif dissimule des microphones dans l'auditorium de l'Opéra de Zurich. Pendant plusieurs mois, les concerts sont captés et retransmis, via une centrale téléphonique située au Cabaret Voltaire, à des numéros téléphoniques d'habitants de Zurich, composés aléatoirement. Durant la période du 9 mars au 26 mai 2007, un total de 90 heures d'opéra est ainsi transmis à 4 363 foyers. La durée moyenne d'écoute est de 2 minutes. L'opéra de Zurich menace d'entreprendre des mesures légales, mais renonce finalement à des poursuites.
Le journaliste Daniel Ryser, qui rédige un entretien avec les artistes pour le quotidien Wochenzeitung, devient un collaborateur de !Mediengruppe Bitnik à la suite de cette rencontre.

### Delivery for Mr. Assange (2013)
Le 16 janvier 2013, le collectif envoie depuis une agence postale londonienne un paquet destiné à Julian Assange, alors résident de l'ambassade d’Équateur à Londres. Le paquet contient une caméra et un capteur GPS. Les données ainsi capturées sont transmises à un serveur web, permettant à une large audience de suivre en temps réel le trajet du paquet à travers Londres. Après 30 heures et 121.5 km parcourus, le paquet arrive à destination, les dernières images sont celles de Julian Assange se produisant devant la caméra.
Le projet connait une suite en novembre 2013, lorsque le collectif expédie depuis Dubaï un paquet similaire adressé à Nabil Rajab, activiste des droits humains alors détenu à Bahreïn. Ce paquet n'arrivera jamais à destination, le signal se perd à l'aéroport de Dubai.

### Random Darknet Shopper(2014)
Pour leur exposition à la Kunst Halle Sankt Gallen, le collectif conçoit Random Darknet Shopper, une œuvre explorant le "darknet", les réseaux internet cryptés non répertoriés par les engins de recherche. Ils créent pour cela un "bot", un logiciel qui effectue, pendant la durée de l'exposition (octobre 2014 - janvier 2015) des achats aléatoires sur la place de marché Agora opérant au sein du réseau Tor, pour un budget hebdomadaire de 100$ convertis en bitcoins. Les objets ainsi achetés sont exposés dans les vitrines de la Kunst Halle. Les acquisitions comprennent entre autres un trousseau de clés passe-partout, un carton de cigarettes Chesterfield Blue ukrainiennes, une paire de chaussures Nike Air venant de Chine, une casquette de baseball équipée d'une caméra espion, ainsi que dix pilules d'extasy. Après la fermeture de l'exposition, l'ensemble des produits ont été confisqués par la justice suisse.
La pièce est exposée entre décembre 2015 et avril 2016 à la galerie Horatio Jr. à Londres. À nouveau, le logiciel effectue des achats de manière hebdomadaire pendant la durée de l'exposition.

## Expositions

### Personnelles
- Delivery for Mr. Assange, Helmhaus Zurich, du 14 février au 6 avril 2014[11]
- The Darknet ‒ From Memes to Onionland, Kunst Halle St. Gallen, du 18 octobre 2014 au 11 janvier 2015[12]
- Is anyone home lol, Kunsthaus Langenthal, 2016[13]
- Alexa, Who is Joybubbles?, Société des Arts, Genève. 2017[14]

### Collectives
- Shifting Identities, Kunsthaus, Zürich, 2008
- Network Hack, La Gaîté Lyrique, Paris, 2012

## Distinctions
- 2008 : Prix fédéral d'art[1]
- 2009 : Honorary Mention, Ars Electronica, Linz, pour l'œuvre Opera Calling![15]
- 2014 : Prix fédéral d'art[16]
- 2017 : Prix de la Société des Arts, Genève[17],[14]